# Risoluzioni di Rowan
Resolutions by inhabitants of Rowan County concerning resistance to Parliamentary taxation and the Provincial Congress of North Carolina, conosciuto anche come Rowan Resolves furono delle risoluzioni firmate a Salisbury, nella Contea di Rowan, nella Provincia della Carolina del Nord, l'8 agosto 1774 in risposta ad una serie di leggi punitive approvate dal Parlamento britannico nel 1774, gli Atti Intollerabili, dopo la protesta politica contro il Tea Act a Boston, nella Provincia della baia del Massachusetts, comunemente nota come Boston Tea Party. La Contea di Rowan fu la prima contea della Carolina del Nord ad adottare tali risoluzioni nelle prime fasi della Rivoluzione Americana.

## Scoperta
Il documento fu scoperto nella Contea di Iredell nel 1851 tra le carte della famiglia Sharpe, discendenti diretti di William Sharpe, l'ultimo Segretario del Comitato di Sicurezza della Contea di Rowan. Il documento fu pubblicato per la prima volta al pubblico dal Colonnello Wheeler. L'autenticità del documento fu affermata da un comitato di esperti prima della pubblicazione.

## Contenuto
I liberi proprietari terrieri della Contea di Rowan aprono il documento affermando la loro fedeltà e obbedienza al Re Giorgio III e al suo diritto alla Corona di Gran Bretagna e ai Domini in America. Successivamente, gli autori espongono la loro posizione sulle recenti misure reali in risposta agli eventi economici e politici nelle colonie.
- Il diritto di imporre tasse ai coloni ricade sotto la giurisdizione dell'Assemblea Generale della provincia (in contrasto con il parlamento inglese).
- L'imposizione di tasse da parte di qualsiasi autorità diversa dall'Assemblea Generale è una violazione dei diritti e delle libertà costituzionali delle colonie.
- Opposizione alla tassazione senza rappresentanza in risposta alla tassa sul tè imposta alle colonie dal Parlamento britannico. Confronto della tassazione senza rappresentanza con lo stato di schiavitù.
- Relativamente al trattamento crudele della Colonia della Baia del Massachusetts come tentativo di privare le colonie dei loro diritti e libertà.
- Proclamazione della causa della città di Boston come causa comune delle colonie e invito a "unirsi fermamente in un'Unione e Associazione indissolubili" per opporsi alla violazione dei diritti e dei privilegi nelle colonie.
- Appello a non importare merci britanniche nelle colonie, a bandire il lusso e lo sfarzo e a incoraggiare la produzione locale tramite sottoscrizione.
- Obiezione alla tratta degli schiavi africani in quanto impedisce ai produttori e ad altri immigrati utili di stabilirsi nelle colonie.
- Incoraggiamento all'allevamento di pecore, canapa e lino.
- Affermazione che indossare abiti fabbricati nelle colonie è un segno di vero patriottismo.
- Nomina di Samuel Young, Moses Winslow e William Kennon per rappresentare la Contea di Rowan al Primo congresso provinciale in previsione del Primo congresso continentale di Philadelphia.
- Raccomandazione di non commerciare con alcuna colonia che rifiuti di aderire all'Unione per preservare i diritti e le libertà nelle colonie come saranno concordati nel futuro Congresso Continentale a Philadelphia.

## Commemorazioni
Il 9 agosto 2009, la Biblioteca Pubblica di Rowan ha organizzato il primo dell'annuale Rowan Resolves Day per commemorare il coinvolgimento della Contea di Rowan nell'aprire la strada all'Indipendenza Americana.